# Seray Kaya

Seray Kaya

Seray Kaya (* 4. Februar 1991 in Istanbul) ist eine türkische Schauspielerin.

## Leben und Karriere
Kaya wurde am 4. Februar 1991 in Istanbul geboren. Während ihrer Schulzeit verfolgte sie ihre Ausbildung als Maskenbildnerin, entschied sich jedoch danach für eine Schauspielausbildung im Sadri Alışık Culture Centre. Ihr Debüt gab sie 2012 in der Fernsehserie Huzur Sokağı. 2014 war sie in der Serie Kocamın Ailesi zu sehen. Außerdem bekam sie 2016 ihre erste Hauptrolle in Gülümse Yeter. Unter anderem wurde sie 2017 für die Serie Kadın gecastet. 2020 erhielt sie in Kuruluş: Osman eine Nebenrolle. Zwischen 2021 und 2022 spielte sie in Mahkum mit.

## Filmografie
Filme
- 2019: Türkler Geliyor: Adaletin Kılıcı
- 2011: Bir Ses Böler Geceyi
- 2013: Mandıra Filozofu
- 2015: Yeni Hayat
- 2016: Yok Artık 2
- 2017: Körfez
- 2017: Organik Aşk Hikayeleri
- 2018: Batlır
- 2019: Bir Aşk İki Hayat
- 2020: Türkler Geliyor (Türkler Geliyor: Adaletin Kılıcı)
- 2020: Eltilerin Savaşı
- 2021: Sen Hiç Ateş Böceği Gördün mü?
- 2022: Kar ve Ayı

Serien
- 2012: Huzur Sokağı
- 2014: Kocamın Ailesi
- 2016: Gülüsme Yeter
- 2017–2020: Kadın
- 2020–2021: Kuruluş Osman
- 2021–2022: Mahkum
- seit 2022: Bir Küçük Gün Işığı
- 2024: Kopuk